# Esquirol de l'illa Samar
L'esquirol de l'illa Samar (Sundasciurus samarensis) és una espècie de rosegador de la família dels esciúrids. És endèmic de les Filipines (illes Leyte i Samar). Té una gran varietat d'hàbitats naturals, que van dels boscos primaris i secundaris de plana als límits inferiors dels boscos molsosos, passant pels boscos de montà. Es creu que no hi ha cap amenaça significativa per a la supervivència d'aquesta espècie, tot i que és caçada com a aliment i capturada com a animal de companyia.